# Love your life
「love your life」（ラブ・ユア・ライフ）は、豊崎愛生の1枚目のシングル。2009年10月28日にミュージックレインから発売された。

## 概要
声優ユニット『スフィア』などで活躍する女性声優、豊崎愛生の単独名義でのデビューシングル。収録曲2曲ともノンタイアップ。発売日となった2009年10月28日は豊崎の23歳の誕生日である。豊崎曰く、「偶々、10月28日が水曜日だったからデビューの話が進んだ」とのこと。
2種類の仕様で発売され初回限定盤はデジパック仕様で、DVDが付属されている。ジャケットの絵や歌詞カードの文字などは、豊崎本人が手書きしたものである。ジャケットの撮影中は常に笑顔で、逆に「笑いすぎ」だったとも。
2009年11月9日付オリコン・週間シングルチャートで第12位を獲得。また、デイリーチャートでは初登場から自身の誕生日の2日間に渡って最高順位となる第9位を獲得した。

## 曲の解説
love your life
タイトルは、豊崎の名前からヒントを得てつけられた。
「生きていることへの感謝」をテーマに、朗読や一対一での会話のような、ある意味での「狭い世界」で歌うことをイメージして作られた曲。そうした想いから、歌詞中には「ありがとう」の言葉を入れてもらったという。
豊崎はこの曲について、「歌を歌う」というよりも「メロディーにのせておしゃべりを楽しむ」という感覚に近い、と表現している。
作詞、作曲を担当したRie fuにとって初となる、アーティストへの楽曲提供作品である。
何かが空を飛んでくる
作詞・作曲は谷山浩子が担当している。豊崎は谷山のファンを公言しており、過去にイベントで谷山の代表曲のひとつでもある、『恋するニワトリ』のカバーを披露したこともある。
豊崎がパーソナリティを務める超!A&G+『ハンゲーム presents 超!Online Station』のエンディングで毎週オンエアされているが、同番組のエンディングテーマというわけではなく、ただ勝手に流しているだけとのこと。
その後、谷山自身もアルバム『夢みる力』で同曲をセルフカバーした。

## 収録曲
通常盤
1. love your life [5:03]
作詞・作曲：Rie fu、編曲：馬場一嘉
2. 何かが空を飛んでくる [4:35]
作詞・作曲：谷山浩子、編曲：石井AQ
3. love your life （Instrumental）
4. 何かが空を飛んでくる （Instrumental）

DVD（初回限定盤のみ）
1. love your life （Music Clip）
2. love your life （TV-Spot 15sec/30sec）